# Homosexualität in Kirgisistan
Homosexualität ist in Kirgisistan legal, jedoch haben Homosexuelle in der Gesellschaft immer noch einen schwierigen Stand. Im Vergleich zu seinen zentralasiatischen Nachbarstaaten gilt das Land aber als liberal und offen.

## Rechtliche Situation

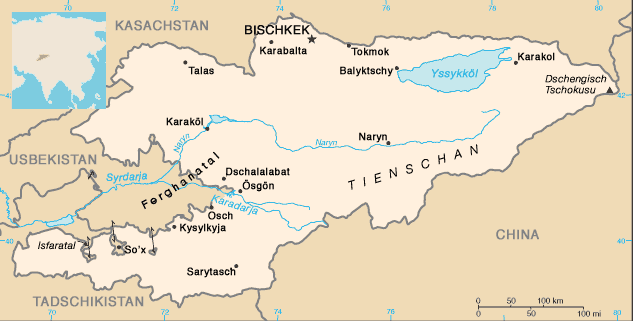
Geographische Lage Kirgisistans

Die sowjetische Praxis der Strafverfolgung der „Unzucht“ zwischen Männern wurde im Jahr 1998 abgeschafft. Seitdem ist Homosexualität in Kirgisistan legal (siehe Homosexualität in Russland).
Es existieren keine Antidiskriminierungsgesetze. Artikel 16 in der Verfassung Kirgisistans verbietet zwar Diskriminierung, in der Liste der möglichen Gründe für Diskriminierung sind sexuelle Orientierung und Geschlechtsidentität jedoch nicht aufgeführt. Die gleichgeschlechtliche Ehe wurde am 11. Dezember 2016 praktisch verboten, da an diesem Tag mit einer umstrittenen Verfassungsänderung in Artikel 36 der kirgisischen Verfassung die Ehe als „freiwillige Verbindung zwischen Mann und Frau“ definiert wurde. Vorher war die Ehe lediglich als „Bund zwischen zwei Personen“ bezeichnet worden.
Eine Änderung des Geschlechtseintrages in offiziellen Dokumenten war bis 2020 möglich (siehe Transgender und Transsexualität). Am 1. August 2020 wurde vom Parlament Kirgisistans ein neues Personenstandsgesetz verabschiedet, das es verbot, den Geschlechtseintrag in offiziellen Dokumenten zu ändern, sogar, wenn dafür ein medizinisches Gutachten vorgewiesen wurde. Seit 2017 gilt der Leitfaden für medizinisch-soziale Hilfen für Transgender, Transsexuelle und geschlechtsnonkonforme Personen, der einen Rahmen schaffen sollte, um erniedrigende und langwierige medizinische Prozeduren sowie Zwangssterilisationen von trans-Personen zu vermeiden.
In den letzten Jahren, vermehrt seit 2014, macht sich ein größerer Einfluss Russlands bemerkbar. Am 15. April 2014 wurde im kirgisischen Parlament ein Gesetzentwurf eingebracht, der das Verbreiten von „homosexueller Propaganda“ – ganz ähnlich wie in Russland – unter Strafe stellen wollte. Der Gesetzentwurf wurde jedoch im Mai 2016 von der neuen kirgisischen Regierung auf Eis gelegt, das Projekt gilt seither als „eingefroren“. Laut dem Entwurf sollen jegliche positive Äußerungen und das positive Reden über so genannte „nicht-traditionelle sexuelle Beziehungen“ – was auch Erwachsene mit einschließt – unter Strafe gestellt werden und mit einer Geldbuße von 6.000 Soms (etwa 80 Euro) oder einem Jahr Gefängnis bestraft werden.

## Gesellschaftliche Situation
Homosexualität und das Abweichen von einer hetero-cisgeschlechtlichen Norm wird in Kirgisistan immer noch von einem Großteil der Gesellschaft negativ gesehen. Homosexuelle und LGBT-Personen sehen sich oftmals und in großem Umfang Diskriminierung und Stigmatisierung ausgesetzt. Dies liegt zu einem Teil an der Praxis der Verfolgung Homosexueller in der Sowjetunion, sowie am gesellschaftlichen Totschweigen des Themas. Ein anderer Grund ist der Einfluss von Islam und konservativen Klerikern.  Allerdings ist der zentralasiatische Staat in vielerlei Hinsichten liberaler und progressiver als seine Nachbarstaaten und äußerst 'Homo-feindliche' Umgebung (wie z. B.) Usbekistan, Tadschikistan oder Kasachstan. Homosexualität ist dennoch meist ein gesellschaftliches Tabuthema und Homosexuellen sowie LGBTQ*-Personen schlägt viel Ablehnung entgegen. Die Ergebnisse einer Umfrage der ECOM (Eurasian Coalition on Male Health) von 2018 zeigen, dass 86 % der Polizisten Homosexualität für eine Krankheit halten, die durch ein psychisches Trauma entsteht (Quarteera e.V., 2021). Eine Studie der kirgisischen LGBT-Organisation Kyrgyz Indigo zeigte, dass LGBT-Personen in Interaktionen mit medizinischem Personal auf Ablehnung und Verurteilung stoßen können, was vor allem mit der Verteidigung religiöser oder sogenannter „traditioneller Werte“ begründet wird
Die einstige Hegemonialmacht Russland generell ist in Kirgisistan immer noch sehr präsent. So konsumieren viele Kirgisinnen und Kirgisen russisches Staatsfernsehen; zudem unterstützt eine hohe Zahl von Menschen Putin im Feldzug gegen die Ukraine. Homophobe Einstellungen schwappen demnach auch vermehrt von russischen Staatsmedien und von vielfältigen Verbindungen der Kirgisen nach Russland über in „die Heimat“. Trotzdem ist Kirgisistan in vielerlei Hinsicht immer noch freier als seine Nachbarländer (siehe: Rangliste der Pressefreiheit 2022). Das Land gilt als eine „liberale Insel“ inmitten von sehr konservativen und autoritären Staaten Zentralasiens.

## LGBT-Kultur
Es gibt eine kleine LGBT-Community in der Hauptstadt Bischkek, zudem gibt es dort auch seit 2016 Notunterkünfte für LGBT-Personen und Transfrauen.
Die einzige Schwulenbar Bischkeks, das London, musste 2017 schließen.
LGBT-Aktivisten aus den 1990er-Jahren erzählen von sogenannten „Pleshki“, also Treffpunkten, an denen sich „vor allem schwule Männer trafen“, und die ein Ausgangspunkt für die LGBT-Szene in Kirgisistan waren. Solche „Pleshki“ existierten auch in anderen Staaten der ehemaligen Sowjetunion, wie in den russischen Metropolen Moskau und St. Petersburg. Ein Zitat von Wladimir Tjupin, einem der ersten, der sich in Kirgisistan öffentlich zu seiner Homosexualität bekannt hatte und einer der ersten offen schwul lebenden Aktivisten war (aus Quarteera e.V., 2021).
„Ich bin aus Interesse zur ,Pleshka’ in Bischkek gegangen: Dorthin kamen regelmäßig ungefähr 30-40 Personen, um miteinander in Kontakt zu kommen. Für mich war das interessant […]. Manche haben einfach auf dem Bahnhof ankommende Passagiere angesprochen. Anderen gefielen vor allem Soldaten, die sich für einen kleinen Snack oder Wodka leicht überreden ließen. Einige [trafen] sich nur auf der Toilette. Andere lernten sich auf der „Pleshka“ kennen und gingen dann zusammen nach Hause.“
Es werden im Land keine offiziellen Gay-Pride-Paraden abgehalten, wohl aber laufen LGBT-Aktivisten auf dem jährlichen Marsch für Gleichberechtigung (8. März) mit. 2019 schwenkten einige Teilnehmer zu dieser Gelegenheit in Bischkek Regenbogenfahnen, worauf zum Teil mit Hassreden reagiert wurde, unter anderem auch von Politikern und Abgeordneten. Manche Medien (Radio Free Europe/Radio Liberty) werteten dies als „den ersten Gay-Pride Zentralasiens“.
Im Jahr 2004 führte die Veröffentlichung eines Berichts der Menschenrechtsorganisation Human Rights Watch über Menschenrechtsverletzungen und Erpressung von schwulen und bisexuellen Männern durch Polizisten zu einer heftigen öffentlichen Diskussion. Die religiöse Führung der kirgisischen Muslime hat eine Fatwa mit dem folgenden Inhalt erteilt: „Wenn ihr einen Homosexuellen seht – tötet ihn“. Später wurde diese Fatwa revidiert und von der offiziellen Internetseite gelöscht.

## LGBT-Organisationen
- NGO Kyrgyz Indigo
- NGO Labris
- NGO The Grace
- Initiativgruppe Myrsajym (Bischkek)
- NGO Gender Vektor
- Initiativgruppe KIT (Talas) Initiativgruppe Antilopa (Osch, Dschalal-Abad)